# Tvarožná (district de Brno-Campagne)
Pour les articles homonymes, voir Tvarožná.
Tvarožná (en allemand : Bosenitz) est une commune tchèque du district de Brno-Campagne, dans la région de Moravie-du-Sud. Sa population s'élevait à 1 323 habitants en 2020.

## Géographie
Tvarožná se trouve à 12 km à l'est de Brno et à 195 km au sud-est de Prague.
La commune est limitée par Mokrá-Horákov à l'ouest et au nord, par Sivice et Holubice à l'est, par Blažovice au sud, et par Jiříkovice et Velatice à l'ouest.

## Histoire
La première mention écrite de la localité date de 1288.

## Galerie

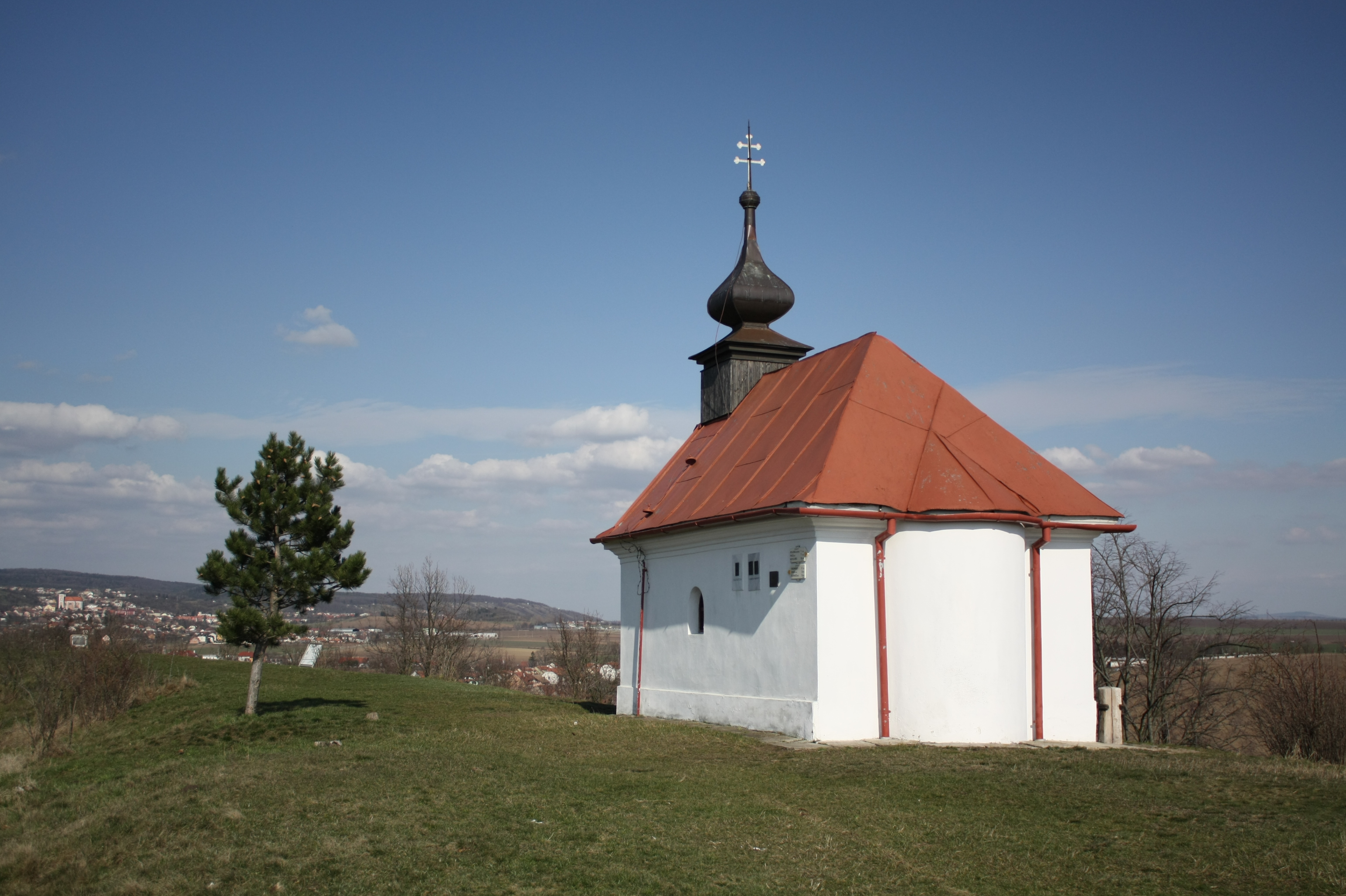
Chapelle sur la hauteur de Santon.
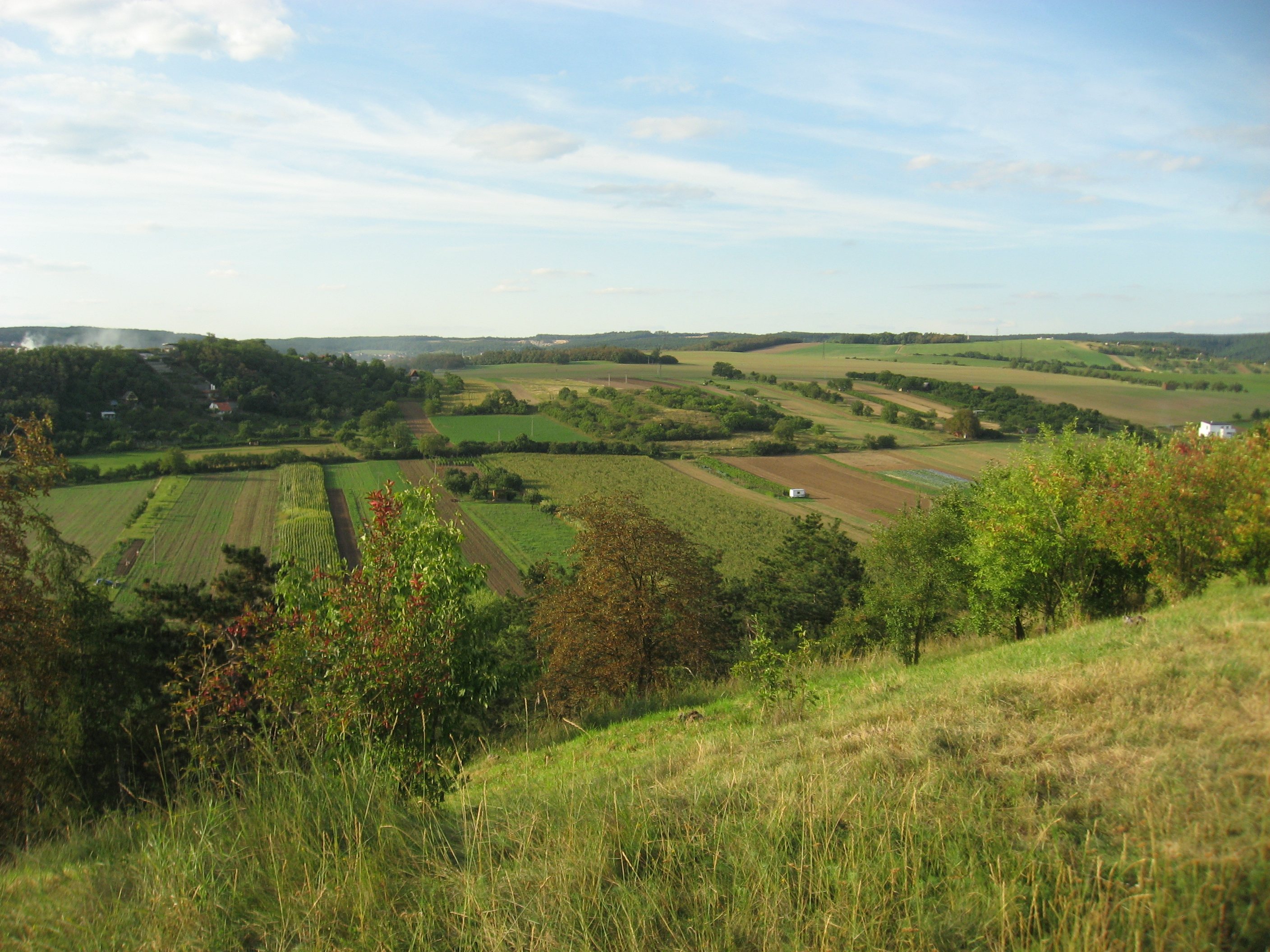
La campagne près de Tvarožná.

## Transports
La commune est desservie par un échangeur de l'autoroute D1 qui passe au sud du village de Tvarožná.